# Lorain (Wisconsin)
Lorain – miasto w Stanach Zjednoczonych, w stanie Wisconsin, w hrabstwie Polk.